# Chuck D

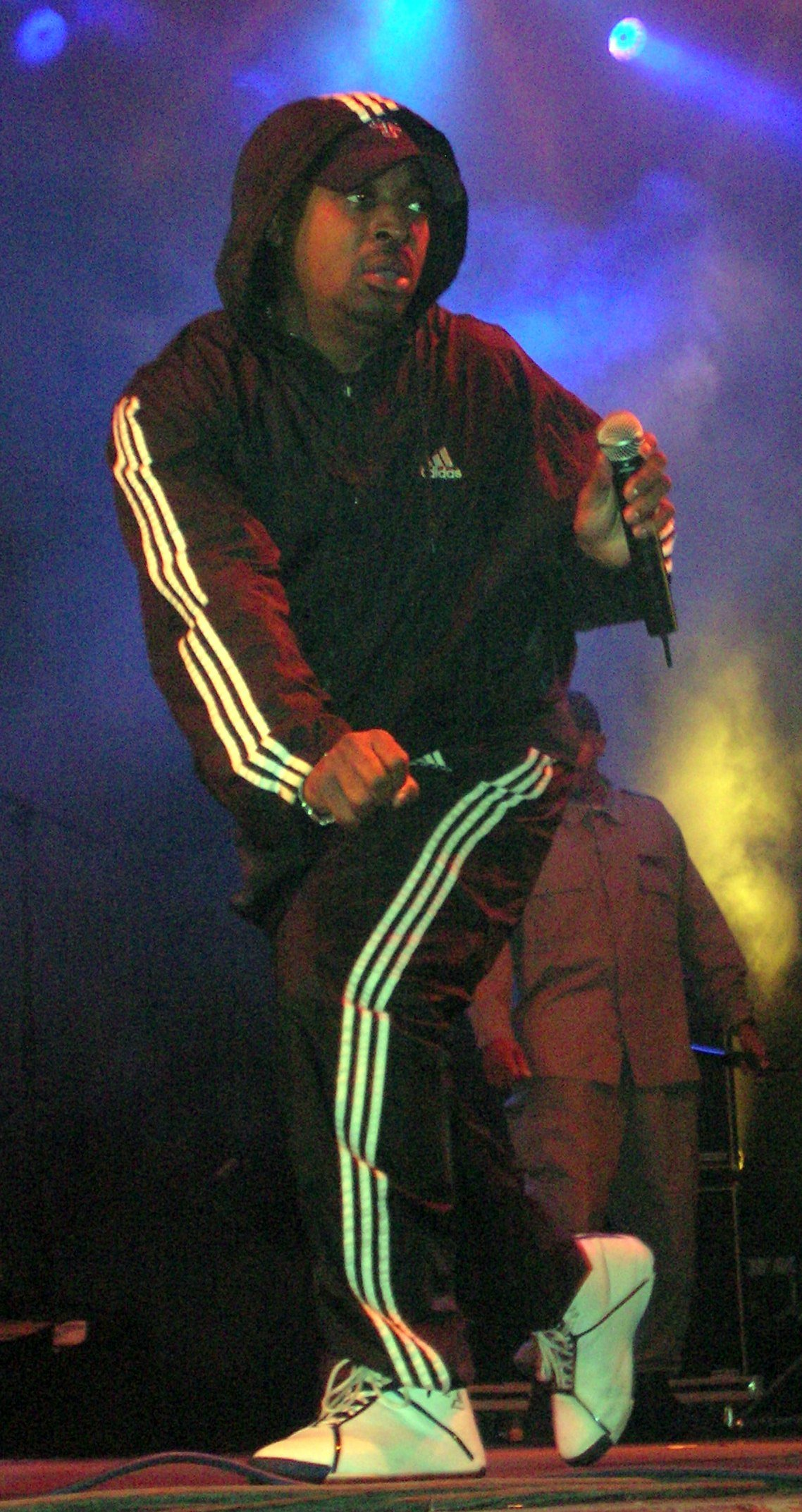
Chuck D

Carlton Douglas Ridenhour (Long Island (New York), 1 augustus 1960), beter bekend onder zijn artiestennaam Chuck D, is een Amerikaanse rapper. Hij is bekend geworden als oprichter van de groep Public Enemy (1982).
Chuck D geldt als een van de belangrijkste personen in de rapwereld. Zijn teksten kenmerken zich door felheid, politiek karakter en ingenieus rijm. Zijn muziek valt op door het bombastische karakter: harde en luide beats die elkaar afwisselen en aanvullen. Ook opvallend in zijn teksten is de verwijzing naar bekende titels en het gebruik van alliteratie en klankrijm: Rebel without a Pause, Apocalypse 91... The Enemy Strikes Black, Free Big Willie, Swindler's Lust.
Grote hits van Public Enemy zijn onder andere: Public Enemy 1, Fight the Power, Shut them Down, Bring the Noise en Welcome to the Terrordome. Onderwerpen die Chuck D in zijn muziek naar voren brengt zijn onder meer: de achterstelling van zwarten, de corruptie van de overheid en politiek en de onwetendheid en zelfdestructie van de zwarten zelf.
Chuck is een groot voorstander van het gratis downloaden van muziek via internet en fel gekant tegen de grote platenmaatschappijen die naar zijn mening over de ruggen van artiesten hun zakken vullen. Naast de muziek heeft hij ook een boek geschreven, Fight the Power, dat in het Nederlands is uitgebracht door Vassallucci. In het boek schrijft hij over zijn leven en de muziek en geeft hij zijn mening over menig maatschappelijk en politiek onderwerp. Verder reist Chuck het hele land door om lezingen te geven over de hiphop en om politieke discussies aan te gaan.
Hij treedt nog steeds op, zowel solo samen met andere rappers, maar ook met zijn eigen band Public Enemy. Hoewel de band bestaat uit Chuck, de clowneske Flavor Flav, Professor Griff, dj Terminator X en The Bomb Squad, is het Chuck die eigenlijk de band is. Zonder Chuck geen Public Enemy.
- Bibsys: 98037130
- Biblioteca Nacional de España: XX1413372
- Bibliothèque nationale de France: cb135973313 (data)
- Gemeinsame Normdatei: 12444590X
- International Standard Name Identifier: 0000 0003 6840 2543
- Library of Congress Control Number: n93117960
- MusicBrainz: 88633ac3-c8e2-420f-8415-77ac56b3105f
- Nationale Bibliotheek van Tsjechië: xx0147214
- Nationale Bibliotheek van Israël: 987007362960605171
- Nederlandse Thesaurus van Auteursnamen: 164949917
- Système universitaire de documentation: 085266604
- Virtual International Authority File: 50160928
- WorldCat: E39PBJwMFrKcRR3fFwc6kJK8G3